# シーヴ・イェンセン
シーヴ・イェンセン（ノルウェー語: Siv Jensen、1969年6月1日 - ）は、ノルウェーの政治家。同国財務大臣、進歩党の党首を歴任。

## 来歴

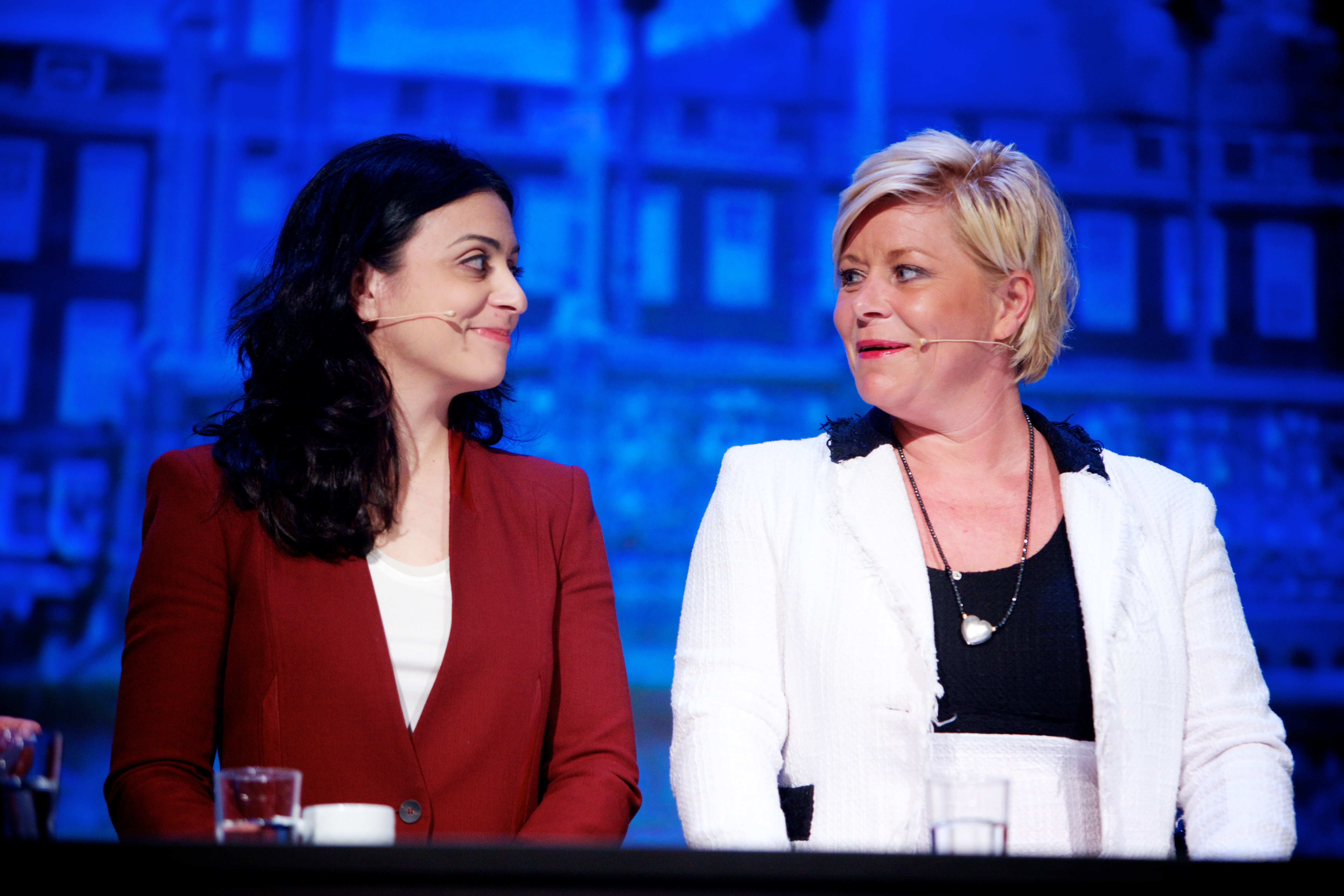
ハディア・タジク文化大臣と（2013年5月9日）

オスロで靴屋を経営する両親のもとに生まれた。1980年頃に両親は離婚し、父親はスウェーデンへ移住した。妹のニーナ・イェンセンは世界自然保護基金ノルウェー支部の支部長を務めている。
マーガレット・サッチャーに強い影響を受けており、本国イギリスでは「ノルウェーのマーガレット・サッチャー」と呼ばれている。移民政策に批判的で、特にイスラム移民の問題については「我々の時代における最も重要な戦いである」としている。また、熱心なイスラエル支持者であり、2008年夏にハマースの発射したロケットがスデロットに着弾した際には、いち早く現地入りしイスラエル支持を表明した。
2013年に行われた総選挙で、進歩党は第三党に躍進し、第二党の保守党と連立内閣を形成した。このエルナ・ソルベルグ内閣に、イェンセンは副首相級の財務相として入閣した。
2020年1月20日、ISILに関わっていた疑いのある女性を、子供の治療が必要として親子ともどもノルウェーに送還させるという政府の決定に抗議し、財務大臣からの辞任と、進歩党を連立政権から離脱させることを表明した。